# Phebellia agnatella
Phebellia agnatella là một loài ruồi trong họ Tachinidae.